# Whitelaw (Wisconsin)
Whitelaw es una villa ubicada en el condado de Manitowoc en el estado estadounidense de Wisconsin. En el Censo de 2010 tenía una población de 757 habitantes y una densidad poblacional de 536,29 personas por km².

## Geografía
Whitelaw se encuentra ubicada en las coordenadas 44°8′45″N 87°49′33″O / 44.14583, -87.82583. Según la Oficina del Censo de los Estados Unidos, Whitelaw tiene una superficie total de 1.41 km², de la cual 1.4 km² corresponden a tierra firme y (0.92%) 0.01 km² es agua.

## Demografía
Según el censo de 2010, había 757 personas residiendo en Whitelaw. La densidad de población era de 536,29 hab./km². De los 757 habitantes, Whitelaw estaba compuesto por el 95.38% blancos, el 0.4% eran afroamericanos, el 0.66% eran amerindios, el 0% eran asiáticos, el 0% eran isleños del Pacífico, el 1.72% eran de otras razas y el 1.85% pertenecían a dos o más razas. Del total de la población el 2.64% eran hispanos o latinos de cualquier raza.